# Bahnhof Eilenburg Ost
Der Bahnhof Eilenburg Ost ist einer von zwei Bahnhöfen in der sächsischen Stadt Eilenburg, im Stadtteil Eilenburg-Ost gelegen. Er besteht aus den Betriebsstellen Bahnhof Eilenburg Ost an der Bahnstrecke Pretzsch – Eilenburg und dem Haltepunkt Eilenburg Ost Bk Hp an der Bahnstrecke Halle (Saale) Hbf – Guben. Eine Gleisverbindung besteht zwischen beiden Betriebsstellen nicht.

## Geschichte

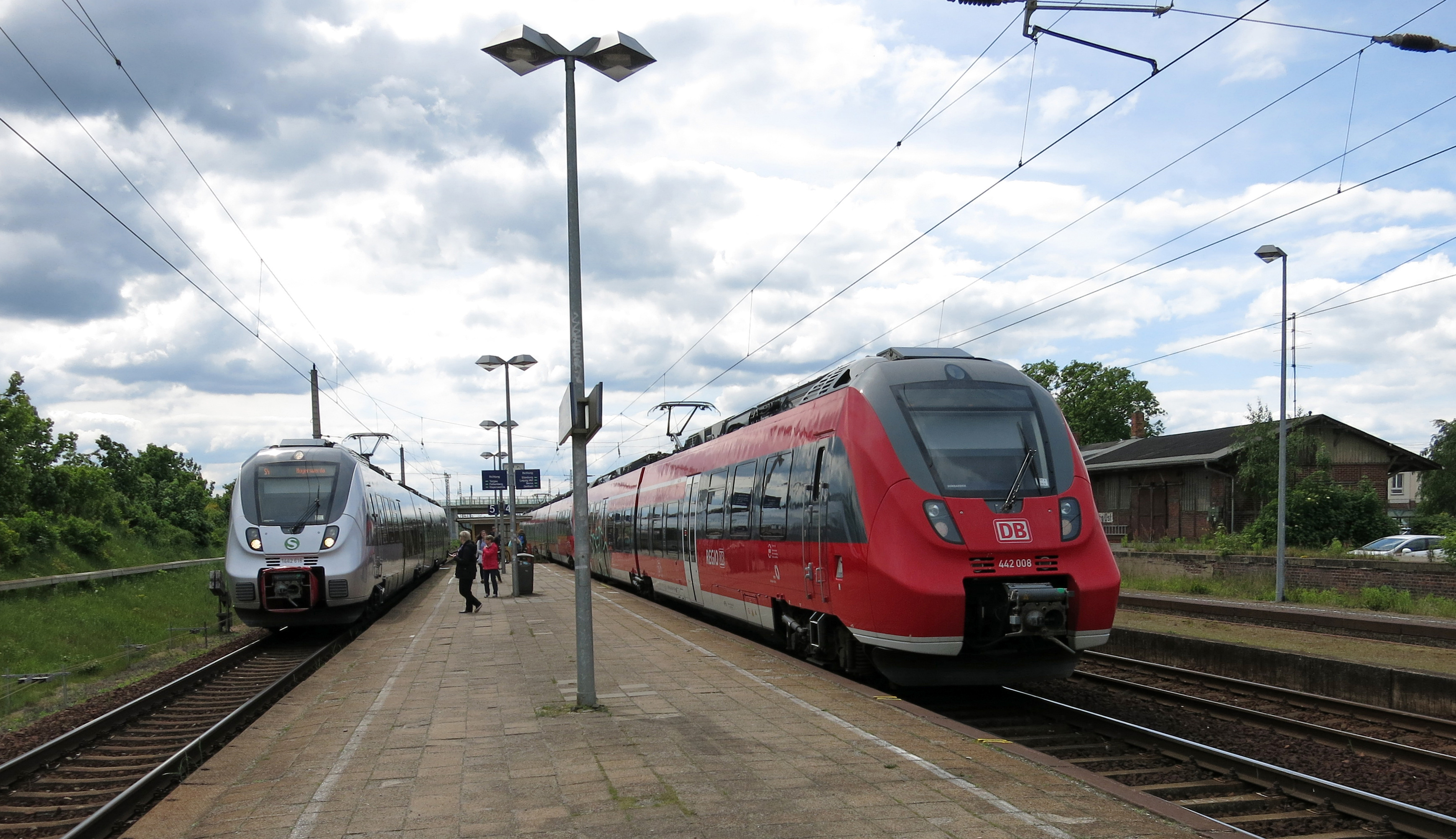
Am Bahnsteig der Hauptbahn begegnen sich RE 10 (rechts, Gleis 4) und S4 (links, Gleis 5).

Der Bahnhof Eilenburg Ost wurde mit dem Bau der Nebenbahn Pretzsch – Eilenburg im Jahre 1895 errichtet, jedoch an einer Stelle, bevor diese Strecke von der Bahnstrecke Halle (Saale) Hbf – Guben abzweigt. Der Bahnhof Eilenburg Ost hatte in seinen ersten Jahren den Namen Kültzschau, da er sich in der Nähe des 1864 eingemeindeten Dorfes Kültzschau befand. 1915, ein Jahr nach der Umbenennung des Stadtteils in Eilenburg-Ost, wurde auch der Bahnhof in Eilenburg Ost umbenannt. Der Bahnhofsname wird bis heute entsprechend der Bahn-Orthographie und entgegen der amtlichen Schreibweise ohne Bindestrich geschrieben. Mittlerweile hatte sich der Stadtteil mit Wohn- und Industriebebauung bis zum Ostbahnhof ausgebreitet. 1998 bestellte die Landesverkehrsgesellschaft Sachsen den von der Deutschen Bahn erbrachten planmäßigen Personenverkehr auf dem Streckenabschnitt Eilenburg Ost – Bad Düben ab, seither gab es jedes Jahr mehrere Sonderzugverkehre und 2017 und 2018 wieder einen regelmäßigen Verkehr am Wochenende. Die Station war zeit ihrer Existenz ausschließlich Halt von Regionalzügen.

## Anlagen

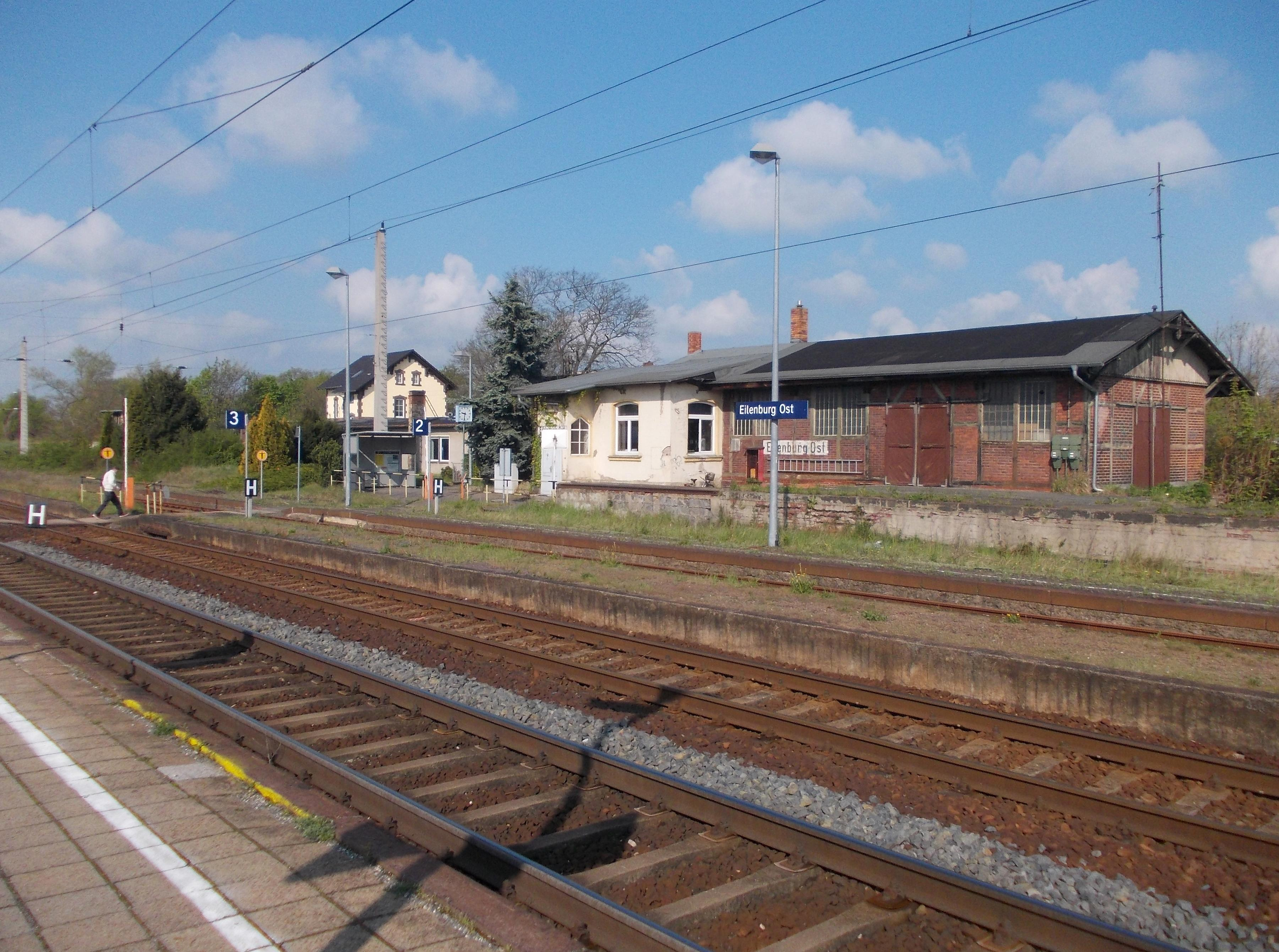
Blick auf den Bahnhof von der Gleisseite, im Flachbau ganz links befand sich der Wartesaal, mittig gelegen das Betriebsgebäude von DB Netz und rechts der ungenutzte Güterschuppen mit Laderampe.

Der Bahnhof liegt in Eilenburg im Süden des Stadtteils Ost am Ende der Ostbahnhofstraße. Auf dem Gelände befinden sich ein Betriebsgebäude der DB Netz sowie ein Wartesaal und eine Verladerampe, die beide nicht mehr genutzt werden. Daher wurde auch das Gleis 1 als Verladegleis nicht mehr genutzt und schließlich 2017 zurückgebaut. Das 1897 errichtete eingeschossige Empfangsgebäude, das sich auf einer Grundfläche von 122 Quadratmetern erstreckt, wurde inzwischen von der DB veräußert, ist jedoch weiterhin ohne Nutzung. Zudem befindet sich auf dem Inselbahnsteig zwischen den Gleisen 4 und 5 ein Wartehaus, das seit 2017 ersatzlos verschlossen ist.
Aus betrieblicher Sicht ist der Bahnhof zweigeteilt. Die Bahnsteige 2 und 3 liegen an der Strecke Pretzsch – Eilenburg. Diese beiden Gleise sind der eigentliche Bahnhof. So existieren für diesen Teil der Anlage auch Ein- und Ausfahrsignale. Die beiden anderen Gleise 4 und 5 sind Teil der freien Strecke der Bahnstrecke Halle (Saale) Hbf – Guben. Lediglich zwei Blocksignale befinden sich östlich der Bahnsteige. Im Buchfahrplan wird diese Unterscheidung kenntlich gemacht durch die Angabe Eilenburg Ost für die Gleise 2 und 3 und Bk Eilenburg Ost Hp für die Gleise 4 und 5. Der Fahrdienstleiter Eilenburg Ost ist sowohl für den Bahnhof Eilenburg Ost, als auch für die Blockstelle Eilenburg Ost zuständig; er gibt außerdem die Ausweichanschlussstellen des Kieswerks Sprotta und der Getreide AG, in Absprache mit dem Zugleiter der DRE in Pretzsch, frei.
Der Bahnsteig an Gleis 2 hat eine Nutzlänge von 120 Metern, der an Gleis 3 ebenso, der Inselbahnsteig von Gleis 4 und 5 für Gleis 4 von 179 Metern und für Gleis 5 eine von 184,5 Metern. Der Bahnsteig an Gleis 2 hat eine Höhe von 26 Zentimetern, der an Gleis 3 von 34 Zentimetern und der Inselbahnsteig an Gleis 4 und 5 von 38 Zentimetern. Das Gleis 2 ist gegenwärtig nur für Ein- und Ausfahrten von bzw. nach Eilenburg nutzbar, da die Weiche von Pretzsch (Elbe) nur noch nach Gleis 3 befahren werden darf. Die Bahnsteige verfügen nur über einen niveaugleichen Zugang, der mit einer Schrankenanlage gesichert ist. Damit ist der Bahnhof zwar weitestgehend barrierefrei, aufgrund der niedrigen Bahnsteige ist jedoch kein stufenloser Einstieg in die Züge möglich.

## Verkehrsanbindung

### Schienenverkehr
Der Bahnhof liegt an den Kursbuchstrecken 209.43 und 501.4. Auf der Strecke nach Pretzsch herrschte seit 1998 nur gelegentlich Personenzugverkehr. Mit Inbetriebnahme des City-Tunnels Leipzig am 15. Dezember 2013 wurde der Bahnhof in das Netz der S-Bahn Mitteldeutschland integriert.
| Linie                    | Linienverlauf | Takt (min)  | EVU              |
| ------------------------ | --- | ----------- | ---------------- |
| RE 10                    | Leipzig – Eilenburg – Eilenburg Ost – Torgau – Falkenberg (Elster) – Doberlug-Kirchhain – Cottbus – Guben – Frankfurt (Oder) | ein Zug/Tag | DB Regio Nordost |
| RE 11                    | Leipzig – Eilenburg – Eilenburg Ost – Torgau – Falkenberg (Elster) – Elsterwerda-Biehla – Ruhland – Hoyerswerda              | ein Zug/Tag | DB Regio Nordost |
| S 4                      | Markkleeberg-Gaschwitz – Leipzig – Eilenburg – Eilenburg Ost – Torgau – Falkenberg (Elster)                                  | 030         | DB Regio Südost  |
| Stand: 11. Dezember 2023 | |             |                  |

Nach dem Verlust des regelmäßigen RE-Haltes zum Fahrplanwechsel 2019 besteht ab Eilenburg Ost ein 30/60/30-Minuten-Takt Richtung Leipzig und Torgau; Richtung Leipzig besteht zu den Hauptverkehrszeiten ein reiner 30-Minuten-Takt. Cottbus ist ab Eilenburg Ost – abgesehen von einem Halt in Tagesrandlage – nicht mehr umsteigefrei erreichbar. Die RB 55 verkehrte bis 2019 ausschließlich zu bestimmten Anlässen.

### Busverkehr
In etwa 200 Metern Entfernung vom Bahnhof befindet sich die Bushaltestelle Hartmannstraße mit Anschluss an die Stadtbuslinie B sowie die Linien 674 und 676 nach Wurzen und zum Stadtbahnhof.

### Individualverkehr
Eilenburg Ost ist eine hauptsächlich von Berufspendlern genutzte Station. Auf dem kleinen Bahnhofsvorplatz befindet sich eine Fahrradabstellanlage und eine geringe Zahl PKW-Stellplätze. Laut dem zuständigen Zweckverband ZVNL gibt es hier noch ein Defizit von 100 P+R- und 80 B+R-Plätzen. Ein Ausbau als Schnittstelle ist im Nahverkehrsplan festgehalten, entsprechende Planungen wurden von der Stadt 2021 angeschoben.

## Trivia
Am 21. Oktober 1917 gelang dem späteren Präsidenten der DDR, Wilhelm Pieck, am Bahnhof Eilenburg Ost die Flucht aus einem Gefangenentransport.
Im Sommer 2010 fanden auf dem Bahnhof Dreharbeiten für eine Szene im vielfach ausgezeichneten Film Kriegerin statt.